# Amphibromus
Amphibromus je biljni rod iz porodice trava raširen po južnoj polutki (Australija, Tasmanija, Južna Amerika, Novi Zeland). Pripada mu 12 priznatih vrsta jednogodišnjeg raslinja i trajnica.

## Vrste
1. Amphibromus archeri (Hook.f.) P.Morris
2. Amphibromus fluitans Kirk
3. Amphibromus macrorhinus S.W.L.Jacobs & Lapinpuro
4. Amphibromus neesii Steud.
5. Amphibromus nervosus (Hook.f.) Baill.
6. Amphibromus pithogastrus S.W.L.Jacobs & Lapinpuro
7. Amphibromus quadridentulus (Döll) Swallen
8. Amphibromus recurvatus Swallen
9. Amphibromus scabrivalvis (Trin.) Swallen
10. Amphibromus sinuatus S.W.L.Jacobs & Lapinpuro
11. Amphibromus vickeryae S.W.L.Jacobs & Lapinpuro
12. Amphibromus whitei C.E.Hubb.